# Plaza de la República (Belgrado)
La plaza de la República (en serbio: Trg Republike, serbio cirílico: Трг Републике) es una de las plazas centrales y un barrio urbano de la ciudad de Belgrado, en Serbia, situada en el municipio de Stari Grad. En ella se ubican algunos de los edificios públicos más emblemáticos de la ciudad, incluyendo el Museo Nacional, el Teatro Nacional y la estatua ecuestre del príncipe Miguel.

## Localización
La plaza se encuentra a menos de 100 metros de la plaza Terazije, que es considerada el centro de Belgrado, a la que está conectada por las calles Kolarčeva (tráfico) y Knez Mihailova (peatonal). A través de la calle Vasina está conectada a la fortaleza y parque de Kalemegdan al oeste y por la calle Sremska hacia la zona de Zeleni Venac y más allá Novi Beograd. También limita con los barrios de Stari Grad (al que pertenece) y Dorćol, hacia el norte. Su población era de 2360 habitantes en 2002.

## Historia

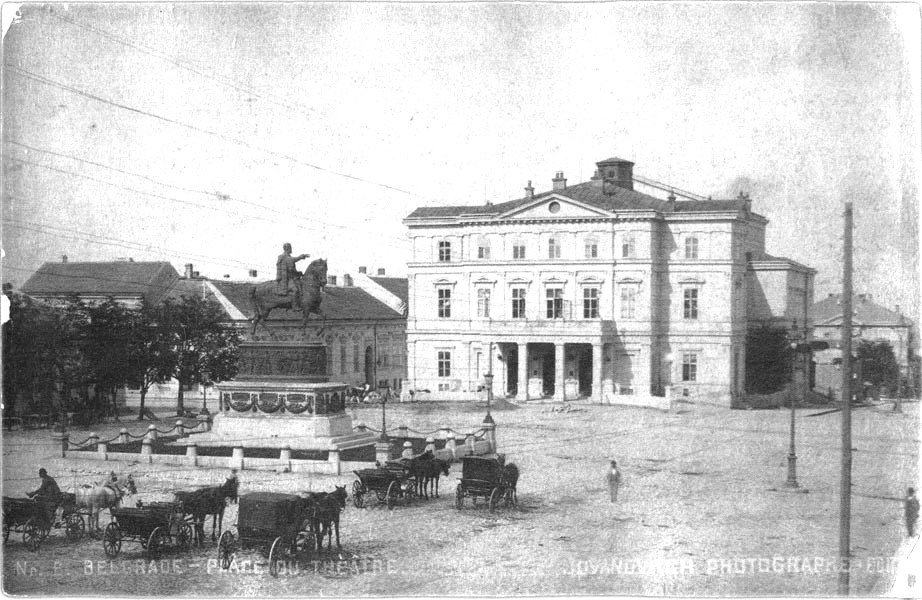
La plaza en 1895, cuando era denominada Plaza del Teatro, y el Teatro Nacional era el único edificio importante que albergaba.

La actual plaza se formó después de la demolición de la Puerta Stambol en 1866 y la construcción del Teatro Nacional de Belgrado en 1869. Stambol fue construida en el siglo XVIII por los austriacos, y se situaba en el área comprendida entre el monumento al príncipe Miguel y el edificio del Teatro Nacional. La puerta llevaba el nombre de la carretera que conducía a través de la misma a Constantinopla (Estambul, Stambol). Tras el establecimiento de un gobierno serbio y la demolición de la misma, el lugar de la actual plaza no fue edificado durante mucho tiempo. El Teatro Nacional fue el único gran edificio situado en la misma durante más de treinta años. Las construcciones comenzaron tras la erección del monumento al príncipe Miguel III Obrenović en 1882. En 1903, se edificó la Tesorería, edificio que ahora constituye el Museo Nacional de Serbia. 
La mayoría de los edificios fueron destruidos o dañados durante el bombardeo alemán del 6 de abril de 1941. Después de la Segunda Guerra Mundial, se retiraron las vías del tranvía (hasta entonces, una terminal del tranvía de Belgrado se encontraba en la plaza), y durante un corto albergó la cripta y el monumento a los soldados del Ejército Rojo fallecidos durante la ofensiva de Belgrado de 1944. Más tarde, estos restos fueron trasladados al Cementerio de los Libertadores de Belgrado). Después, se edificaron en la plaza la "Casa de la Prensa" y el Centro de Prensa Internacional.
Durante la agresión aérea de la OTAN en 1999, la plaza se convirtió en punto de reunión de los belgradenses para protestar contra la campaña de bombardeos sufrida por Yugoslavia con motivo de la crisis de Kosovo.

## Nombre
El nombre de la plaza ha sido objeto de mucho debate en la ciudad. Vuk Drašković, líder del Movimiento del Renacimiento Serbio, sugirió que la plaza fuese renombrada como Plaza de la Libertad tras las jornadas de protesta llevadas a cabo en la misma en favor de la democracia para derrocar a Slobodan Milosević en la década de 1990. Más recientemente, un grupo de académicos del teatro sugirió que le fuera devuelto el nombre original de Pozorišni trg (Plaza del Teatro).